# 1947 في الأرجنتين
فيما يلي قوائم الأحداث التي وقعت خلال عام 1947 في الأرجنتين.

## رياضة
- 1 يناير – دوري الدرجة الأولى الأرجنتيني 1947 الفائز ريفر بليت.

## مواليد

### يناير
- 1 يناير – إينيس فرنانديز مورينو روائية أرجنتينية.
- 1 يناير – دانيال لافي
- 24 يناير – فيكتور هيريديا مغني ومؤلف أرجنتيني.
- 26 يناير – ميغيل أنخيل كاستيليني ملاكم أرجنتيني.

### فبراير
- 28 فبراير – خورخي دون راقص باليه أرجنتيني.

### مارس
- 12 يونيو – مارسيلو أراوغو

### أبريل
- 10 أبريل – ميغيل بيريز لاعب كرة قدم أرجنتيني.
- 30 أبريل – روكي فرنانديز اقتصادي أرجنتيني.

### يونيو
- 4 يونيو – خوان بابلو مونتيس لاعب كرة قدم أرجنتيني.
- 12 يونيو – مارسيلو أراوغو

### يوليو
- 3 يوليو – خوسيه ماريا مارتينيز لاعب كرة قدم أرجنتيني.
- 25 يوليو – أدولفو رودريغيز سا سياسي أرجنتيني.
- 29 يوليو – إنريكي تشازاريتا لاعب كرة قدم أرجنتيني.

### أغسطس
- 19 أغسطس – أليكس فوكس موسيقي أرجنتيني.

### سبتمبر
- 30 سبتمبر – هيكتور خيسوس مارتينيز لاعب كرة قدم أرجنتيني.

### أكتوبر
- 14 أكتوبر – إدواردو أرنولد سياسي أرجنتيني.
- 26 أكتوبر – ريكاردو أش

### نوفمبر
- 18 نوفمبر – عمر لاروسا لاعب كرة قدم أرجنتيني.

### ديسمبر
- 5 ديسمبر – ليتو ألفاريز لاعب كرة مضرب أرجنتيني.
- 11 ديسمبر – بابلو كاربالو طيار أرجنتيني.

## وفيات

### أبريل
- 7 أبريل – إلسا أوكونور (مواليد 1906) ممثلة أرجنتينية.

### يوليو
- 7 يوليو – جوني مورغان (مواليد 1892)

### سبتمبر
- 5 سبتمبر – بيدرو أوتشوا (مواليد 1908) لاعب كرة قدم أرجنتيني.